# 埃賈克斯 (密蘇里州)
埃賈克斯（英語：Ajax）是位於美國密蘇里州斯托達德縣的鬼鎮。

## 地理
埃賈克斯所處的海拔為高於海平面116米（即381英呎），而該地所採用的時區為UTC-6，即北美中部時區（CST）。同時該地設有夏令時間，為UTC-6調快一小時，即UTC-5（CDT）。